# Fondali Arenzano - Punta Ivrea
Fondali Arenzano - Punta Ivrea este o arie protejată (arie specială de conservare — SAC, sit de importanță comunitară — SCI) din Italia întinsă pe o suprafață de 306 ha, integral marine.

## Localizare
Centrul sitului Fondali Arenzano - Punta Ivrea este situat la coordonatele 44°23′12″N 8°40′50″E / 44.386667°N 8.680556°E.

## Înființare
Situl Fondali Arenzano - Punta Ivrea a fost declarat sit de importanță comunitară în iunie 1995 pentru a proteja . Situl a fost protejat și ca arie specială de conservare în octombrie 2016.

## Biodiversitate
Situată în ecoregiunea mediteraneană, aria protejată conține 3 habitate naturale: Straturi cu Posidonia (Posidonion oceanicae), Recifuri, Bancuri de nisip acoperite în permanență slab de apă marină.
La baza desemnării sitului se află un număr nedeclarat de specii protejate:
Pe lângă speciile protejate, pe teritoriul sitului au mai fost identificate 10 specii de pești.